# Ibrahima Thomas
Ibrahima Thomas (Dakar, 7 de febrero de 1987) es un jugador de baloncesto senegalés. Con 2,11 metros de altura puede desempeñarse tanto en la posición de Ala-Pívot como en la de Pívot. Es internacional absoluto con Senegal.

## Escuela secundaria
Se formó en el Stoneridge Prepatory School, situado en Simi Valley, California. Recibió tres estrellas por la web Rivals.com y fue considerado uno de los 20 mejores jugadores de high school del estado de California y el n.º 81 de toda la nación. En 2004 participó en el NBA Camp dirigido a las 100 mejores promesas africanas. En el verano de 2006 asistió al Adidas Superstar Camp, celebrado en Atlanta, siendo considerado el 7.º mejor pívot del campamento.
En su año sénior (2007), fue nominado para el McDonald’s All-American y nombrado atleta del año del Stoneridge Prepatory School.
Anotó 14 puntos y atrapando 15 rebotes contra The Patterson School, siendo este uno de sus primeros partidos de high school. En su año júnior promedió 3,9 puntos y 2,7 rebotes. Hizo su mejor partido en diciembre de 2005 contra Philadelphia Lutheran, donde anotó 19 puntos (9-12 en tiros). Tuvo un promedio en sus cuatro años de 50,5 % en tiros de 2 y 30,8 % en triples.

## Universidad
Intentaron reclutarle la Universidad de Auburn, la Universidad del Sur de California, la Universidad de Valparaiso, la Universidad Estatal de Ball, Universidad Estatal de Fresno y la Universidad Rutgers, pero finalmente fue reclutado por la Universidad Estatal de Oklahoma, situada en Stillwater, Oklahoma.
Con los Cowboys de Oklahoma State jugó dos años (2007-2009), antes de ser transferido como sophomore a los Bearcats de Cincinnati, universidad situada en Cincinnati, Ohio y donde estuvo los siguientes dos años (2009-2011).

### Oklahoma State
En su año freshman (2007-2008), anotó 16 puntos (5-6 en tiros) contra los Virginia Tech Hokies e hizo su mejor anotación en los cuartos de final de la Big 12 Conference contra los Texas Longhorns (19 puntos). Hizo siete dobles-dobles a lo largo de la temporada, siendo su primer doble-doble contra los Texas Tech Red Raiders con 16 puntos y 10 rebotes. Al día siguiente, en el back-to-back contra los Colorado Buffaloes, volvió a coger 10 rebotes, siendo su primer back-to-back con dobles figuras en rebotes. Tuvo un 60% o más en tiros de campo en 10 ocasiones con 3 o más mates. Disputó 33 partidos en su primera temporada (27 como titular), promediando 6 puntos (50,3 % en tiros de 2 y 32,4% en triples) y 4,1 rebotes en 17,4 min de media.
En su año sophomore (2008-2009), tan sólo disputó 7 partidos con los Cowboys, ya que fue transferido a Bearcats de Cincinnati en el trimestre de invierno. Hizo otro de sus mejores partidos en anotación contra los Tulsa Golden Hurricane con 18 puntos, a los que añadió 7 rebotes (máximo n.º de rebotes en esa temporada). También hizo un gran partido contra los UTSA Roadrunners, anotando 14 puntos (7-10 en tiros) y poniendo 3 tapones (máximo n.º de tapones puestos en un partido en su carrera universitaria). En los 7 partidos que disputó (todos como titular), promedió 8,2 puntos, 3,8 rebotes y 1,1 tapones en 20,6 min de media.
Jugó un total de 40 partidos (33 como titular) en la temporada y media que estuvo en los Oklahoma State Cowboys, promediando 7,1 puntos (49,6 % en tiros de 2) y 4 rebotes en 19 min de media.

### Cincinnati
En su año júnior (2009-2010), se perdió los 7 primeros partidos de la temporada debido a las reglas de la NCAA al cambiar de universidad. Anotó su primeros dos puntos con los Bearcats contra los Xavier Musketeers. Anotó 9 puntos y cogió 5 rebotes en la primera ronda del NIT contra los Weber State Wildcats, y otros 9 puntos y 9 rebotes (máximo reboteador del equipo en ese partido) en la segunda ronda del NIT contra los Dayton Flyers. Anotó 8 puntos y cogió 8 rebotes en el partido de segunda ronda de la Big East Conference contra los Louisville Cardinals, y 13 rebotes (máxima de su carrera universitaria) en el partido de primera ronda de la Big East Conference contra los Rutgers Scarlet Knights. Robó 4 balones (máxima de su carrera universitaria) y puso 3 tapones (iguala la máxima de su carrera universitaria en tapones) contra los Georgetown Hoyas, anotó 8 puntos y cogió 7 rebotes contra los West Virginia Mountaineers y cogió 10 rebotes (máximo reboteador del equipo en ese partido) contra los DePaul Blue Demons. Hizo su primer doble-doble con los Bearcats contra los UConn Huskies (10 puntos y 11 rebotes), anotó 13 puntos (máxima de la temporada y máximo anotador del equipo en ese partido) y cogió 7 rebotes contra los Syracuse Orange, anotó 5 puntos y cogió 7 rebotes (máximo reboteador del equipo en ese partido) contra los Louisville Cardinals, cogió 8 rebotes (máximo reboteador del equipo en ese partido) contra los St. John's Red Storm y anotó 10 y cogió 5 rebotes desde en el banquillo en la derrota frente a los Seton Hall Pirates. Anotó 11 puntos contra los Cal State Bakersfield Roadrunners, cogió 9 rebotes, robó un balón y puso 2 tapones contra los UConn Huskies. Anotó 10 puntos en su primer como titular contra los Lipscomb Bisons (1.er partido que hizo 10 o más puntos con los Bearcats) y 11 puntos en la victoria contra los Winthrop Eagles, siendo su primer back-to-back en dobles figuras de anotación. 
Disputó 28 partidos (22 como titular) con los Bearcats de Cincinnati, promediando 5,7 puntos y 5,4 rebotes en 18,2 min de media. Acabó la temporada como el 2.º máximo reboteador del equipo y el 3.º en rebotes totales (153).
En su último año, su año sénior (2010-2011), anotó 9 puntos y cogió 2 rebotes en el partido inaugural de la temporada contra los Mount St. Mary's Mountaineers, anotó 9 puntos y cogió 9 rebotes contra los IPFW Mastodons, metió 11 puntos y atrapó 6 rebotes contra los Florida A&M Rattlers y metió 6 puntos y atrapó 8 rebotes contra los Savannah State Tigers. Jugó 14 min contra los Wright State Raiders, metiendo 2 puntos, atrapando 2 rebotes, dando una asistencia, robando un balón y poniendo un tapón. Robó 2 balones y dio 3 asistencias (máximas de la temporada) contra los Toledo Rockets, anotando 7 puntos en 23 min (50 % en tiros d campo). Hizo su segundo doble-doble con los Bearcats contra los Utah Valley Wolverines (12 puntos y 11 rebotes) y metió 12 puntos y robó 2 balones (máximas de la temporada) contra los Georgia Southern Eagles. Anotó 8 puntos contra los Oklahoma Sooners e hizo su segundo doble-doble de la temporada contra los Miami Hurricanes (11 puntos y 13 rebotes (iguala la máxima de su carrera universitaria en rebotes)). Metió 6 puntos, cogió 10 rebotes y puso 2 tapones contra los DePaul Blue Demons, metió 12 puntos (iguala la máxima de la temporada) y cogió 9 rebotes contra los Seton Hall Pirates y metió 2 puntos, cogió 4 rebotes, dio 2 asistencias y robo un balón contra los Xavier Musketeers. Metió 4 puntos y cogió 9 rebotes contra los Villanova Wildcats, cogió 2 rebotes contra los South Florida Bulls, anotó 4 puntos y cogió 8 rebotes contra los Syracuse Orange y cogió 5 rebotes y robo un balón contra los Notre Dame Fighting Irish. Metió 3 puntos, cogió un rebote y puso 2 tapones (máxima de la temporada) contra los St. John's Red Storm, metió 2 puntos, cogió 2 rebotes, dio una asistencia y puso un tapón contra los Rutgers Scarlet Knights, metió 2 puntos, cogió 5 rebotes y robó 2 balones contra los West Virginia Mountaineers y metió 7 puntos y cogió 6 rebotes contra los Pittsburgh Panthers. Metió 16 puntos (máxima de su carrera en Cincinnati) y cogió 7 rebotes contra los DePaul Blue Demons, metió 6 puntos y cogió 8 rebotes (máximo reboteador del equipo en ese partido) contra los St. John's Red Storm, metió 3 puntos y cogió 5 rebotes contra los Providence Friars y metió 12 puntos (iguala la máxima de la temporada) y cogió 7 rebotes contra los Marquette Golden Eagles. Anotó 6 puntos, cogió 4 rebotes y puso un tapón en el Senior Day contra los Georgetown Hoyas, metió 8 puntos, cogió 5 rebotes y puso 3 tapones (iguala la máxima de su carrera universitaria en tapones) contra los South Florida Bulls, metió 7 puntos, cogió 7 rebotes, robó un balón y puso un tapón en la segunda ronda del torneo de la NCAA contra los Missouri Tigers y metió 6 puntos y cogió 3 rebotes en la tercera ronda del torneo de la NCAA contra los UConn Huskies. Disputó 35 partidos (31 como titular) con los Bearcats de Cincinnati, promediando 5,7 puntos (49,7 % en tiros de 2) y 5,2 rebotes en 19 min de media.
Jugó un total de 63 partidos (53 como titular) en las dos temporadas que estuvo en los Cincinnati Bearcats, promediando 5,7 puntos y 5,3 rebotes en 18,6 min de media.

## Trayectoria profesional

### Texas Legends
Tras no ser elegido en el Draft de la NBA de 2011, firmó en enero de 2012 por el equipo afiliado de los Dallas Mavericks, los Texas Legends de la D-League, aunque fue dado de baja en abril de 2012. Jugó 16 partidos con los texanos, promediando 6,8 puntos y 4,1 rebotes en 15,8 min.
Volvió firmar con los Texas Legends en noviembre de 2012, siendo dado de baja el 14 de diciembre de 2012, pero dado de alta dos días después, el 16 de diciembre de 2012. Acabaría abandonando el equipo en enero de 2013. Jugó 13 partidos con los texanos, promediando 4,7 puntos y 4,2 rebotes en 14,6 min.
Disputó un total de 29 partidos en el tiempo que jugó para los Texas Legends, promediando 5,7 puntos y 4,2 rebotes en 15,2 min de media.

### Al-Saad BC
El 5 de enero de 2013, fichó para el resto de la temporada 2012-2013 por el Al-Sadd BC de Catar, proclamándose campeón de la División I de Catar y del Campeonato de Clubes de Baloncesto del Golfo. En los 9 partidos que jugó de liga, promedió 13,2 puntos, 6,9 rebotes y 1 asistencia.

### Azad University Tehran BC
Fichó para la temporada 2013-2014 por el Azad University Tehran BC de la Superliga de baloncesto de Irán. Disputó 25 partidos de liga con el equipo iraní, promediando 15,7 puntos (58,4 % en tiros de 2), 7,2 rebotes, 1,2 robos y 1,2 tapones en 27,7 min, mientras que en 5 partidos de play-offs, promedió 16 puntos (38,5 % en triples), 7 rebotes, 1,6 asistencias y 1,2 robos en 33,8 min. Fue elegido en el mejor quinteto de la Superliga de baloncesto de Irán y en el mejor quinteto de jugadores extranjeros de la Superliga de baloncesto de Irán. También finalizó en la Superliga de baloncesto de Irán como el 6.º máximo anotador, el 7.º en rebotes y el 6.º en tapones.

### Al-Muharraq BC
Firmó para la temporada 2014-2015 por el Al-Muharraq BC de Baréin.

### Al-Hilal Club Riyadh y Cáceres
Empezó la temporada 2015-2016 en el Al-Hilal Club Riyadh de Arabia Saudita, pero el 20 de febrero de 2016, el Cáceres Patrimonio de la Humanidad de la LEB Oro, la segunda división española, anunció su fichaje hasta final de temporada. En el club cacereño promedió 9,7 puntos y 3,4 rebotes en diez partidos.

## Selección Senegalesa
Es internacional absoluto con la selección de baloncesto de Senegal desde 2013, cuando disputó el AfroBasket 2013, celebrado en Abiyán, Costa de Marfil.
Senegal consiguió la medalla de bronce, tras derrotar por 57-56 a la anfitriona selección de baloncesto de Costa de Marfil. Thomas jugó 7 partidos con un promedio de 3 puntos y 3,1 rebotes en 13 min.
Volvió a ser convocado para disputar la Copa Mundial de Baloncesto de 2014 celebrada en España, donde Senegal finalizó en 16.ª posición. Thomas jugó 5 partidos con un promedio de 1,2 puntos y 1,6 rebotes en 5,4 min.
Disputó el AfroBasket 2015, celebrado en Radès, Túnez, donde Senegal quedó en 4.ª posición tras perder por 82-73 contra la anfitriona selección de baloncesto de Túnez en el partido por el tercer puesto. Thomas jugó 6 partidos con un promedio de 6,7 puntos (50 % en tiros de 2 y triples) y 2,2 rebotes en 12,2 min.